# Rakovec nad Ondavou
Rakovec nad Ondavou (Hongaars: Rákóc) is een Slowaakse gemeente in de regio Košice, en maakt deel uit van het district Michalovce.
Rakovec nad Ondavou telt 1.085 inwoners.